# Pâ (département)
Pour les articles homonymes, voir Pâ.
Pâ est un département et une commune rurale de la province des Balé, situé dans la région de la Boucle du Mouhoun au Burkina Faso.

## Géographie

### Démographie
- En 1996, le département comptait 12 750 habitants estimés[2].
- En 2006, le département comptait 19 675 habitants estimés[3].
- En 2012, le département comptait 19 755 habitants estimés[4].
- En 2019, le département comptait 27 011 habitants[5] recensés[1].

## Administration

### Villages
Le département et la commune rurale de Pâ est administrativement composé de huit villages, dont le village chef-lieu homonyme (données de population consolidées en 2012, issues du recensement général de 2006) :
- Boro (1 300 habitants)
- Didié (1 234 habitants)
- Hérédougou (957 habitants)
- Kopoï (2 493 habitants)
- Koupelé (731 habitants)
- Pâ (8 649 habitants), chef-lieu
- Voho (1 453 habitants)
- Yamané (1 820 habitants)